# Инфлация
 Тази статия е за промяната в стойността на парите.  За космологичното понятие вижте Инфлация (космология).  
Инфлация (от лат. inflatio – „набъбване“, „подуване“) е общо увеличение на цените на стоките и услугите в една икономика. Това обикновено се измерва с помощта на индекс на потребителските цени.
През последните 50 години, след влиятелна статия на Милтън Фридман, под инфлация се разбира постоянно и цялостно покачване на паричните цени, което означава постоянен спад в покупателната способност на парите. Сред съвременните икономисти няма консенсус относно причините, пораждащи този феномен. Например монетаристите смятат, че покачване на количеството пари води до спада на тяхната покупателна способност, докато нео- и посткейнсианците смятат, че причината произтича от недостиг на общото предлагане.
Вторият смисъл на понятието инфлация, споделян от всички икономисти до края на XIX век, означава покачване на количеството пари в икономиката. Всяко ново количество пари се използва за размени срещу блага и услуги, които иначе не биха се проявили. Покачването на количеството пари означава покачване на търсенето на блага от страна на тези хора, които първи придобиват новите парични знаци, което от своя страна означава, че цените на тези блага ще бъдат по-високи от това, което те биха били иначе. При размяната на новите парични единици между индивидите (купувачи и продавачи) повече и повече цени се покачват. Тук следва да припомним определението на цена като разменно отношение. Оттук следва, че всички цени не могат да се покачат едновременно, тъй като една и съща парична единица не може да участва едновременно в размени срещу всички останали стоки. Неедновременното и неравно покачване на всички цени води до преразпределителни ефекти на богатство. Богатството на първите получатели на новите пари е непременно по-голямо от това, което би било ако количеството пари не се бе покачило. Богатството на последните получатели на новите пари, точно обратно, е по-ниско от това, което би било иначе.
Този втори смисъл на думата инфлация е далеч по-богат от предишния, който представя само една част от последиците на покачване количеството пари. Преразпределителните ефекти на богатство особено са премълчани, а те са основни, за да се разбере институционалният кадър, в който се наблюдава постоянен ръст на цените.
Тук е необходимо да се разграничат два вида пари – стокови пари и книжни пари. Стоковите пари (злато, сребро или каквото и да е друго благо, за което има и индустриално търсене) биват произвеждани по силата на същите принципи, по които се произвеждат и всички други блага, а именно доброволно асоцииране на производствени ресурси. Покачване на количеството пари е възможно само ако предприемачи успеят да привлекат повече работна ръка и производствени фактори при конкурентна среда. Производителят на хартиени пари, т.е. съвременните централни банки, не подлежи на тези ограничения, и с голяма лекота може да произведе нови банкноти или да кредитира сметките на търговските банки – действия, които не подлежат на физически ограничения.
Предвид тези основни различия напълно основателно е под инфлация да се разбира само и единствено покачването на количеството хартиени пари, тъй като покачването на количеството стокови пари не се различава от производството на повече напр. обувки, столове, книги или компютри.
В заключение изучаването на инфлацията изисква по-голямо внимание на сравнителното изучаване на тези два основни вида пари.

## История
Исторически нарастването на количеството пари в основната парична маса се случва в много различни общества, променяйки се с различната форма на парите. Например когато златото се използва като валута, правителството може да събира златни монети, да ги разтапя, смесва с други метали като сребро, мед и олово и да ги връща на пазара със същата номинална стойност. Чрез смесването на златото с други метали, правителството успява да издаде повече монети без да повишава количеството злато, използвано за създаването им. Когато цената на всяка монета е намалена по този начин, правителството печели от създадения сеньораж. Тази практика повишава паричната маса, но също така намалява относителната стойност на всяка една монета. Тъй като стойността на всяка монета е понижена, потребителите ще трябва да похарчат повече монети в замяна на същото количество стоки и услуги както преди. Тези стоки и услуги ще претърпят повишение на цената, вследствие на по-ниската цена на всяка монета.
Китайската династия Сун започва практиката на отпечатване на хартиена валута, създавайки първите фиатни пари. По време на монголската династия Юен, правителството харчи огромни суми за финансирането на монголските нашествия. Властите реагират с отпечатването на повече пари, създавайки инфлация. Страхувайки се от инфлацията по време на династия Юен, династия Мин първоначално отхвърля използването на хартиени пари и се връща към използването на медни монети.
Исторически големи количества злато или сребро, постъпващи в икономиката, също водят до инфлация. От втората половина на XV до първата половина на XVII век Западна Европа претърпява голям инфлационен кръг, наричан „ценова революция“. По това време средните цени се повишават шест пъти за 150 години. Това е предизвикано до голяма степен от внезапното навлизане на злато и сребро от Новия свят в Хабсбургска Испания. Новото сребро се разпространява из Европа и предизвиква инфлация. Демографски фактори също допринасят за промяната в цените, като ръста на населението на Европа след черната смърт.
До XIX век икономистите категоризират три фактора, причиняващи повишение и понижение на цените на стоките: промяна в стойността или цената на производство на продукта, промяна в стойността на парите, което по това време обикновено е флуктуация в цената на металите, използвани за изсичането им. Третият фактор е валутно обезценяване в резултат на повишеното количество пари, сравнено с количеството метали, използвани за изсичането им. След разпространението на банкноти, отпечатани по време на Американската гражданска война, термина „инфлация“ започва да се появява като директна препратка към валутното обезценяване, получило се след като количеството банкноти надвишава наличните ценни метали който да осигурят стойността им. По това време терминът се използва за означаване на девалвация, а не за покачване в цената на стоките.
Тази връзка между свръхпредлагането на банкноти и последвалото им обезценяване е отбелязано от по-ранни класически икономисти като Дейвид Хюм и Дейвид Рикардо, които изследват и дебатират ефектите от девалвацията (по-късно наречена парична инфлация) върху цената на стоките (по-късно наречена ценова инфлация, и впоследствие просто инфлация).
Приемането на фиатни пари от много държави, започнало през XVIII век, прави възможни много повече вариации в паричната маса. Внезапни повишения в паричната маса се получават многократно в страни, претърпяващи политическа криза. Тези събития завършват с хиперинфлация – периоди на екстремно високи нива на инфлация, много по-високи от тези наблюдавани през по-ранни периоди. Хиперинфлацията във Ваймарската република е известен пример. Към момента хиперинфлацията във Венецуела е най-високата в света с годишни нива от 833,997% към октомври 2018 г.
Въпреки това от 80-те години на XX век инфлацията е поддържана ниска в страни със силни независими централни банки. Това води до намаляване във вариативността на повечето макроикономически индикатори.

## Свързани определения
В началото терминът „инфлация“ се отнася до повишение в основните ценови нива, причинено от дисбаланса между количеството пари и търговските нужди. Въпреки това икономистите често използват „инфлация“, говорейки за повишението на цените. Повишение в паричната маса може да бъде наречено монетарна инфлация, за да се разграничи от повишението в цените, което също може да бъде наречено „ценова инфлация“. Повечето икономисти се съгласяват, че в дългосрочен план инфлацията е причинена от повишение в паричната маса.
Концептуално инфлацията се отнася до основната посока в която цените се движат, а не промяна в определена цена. Например, ако хората изберат да купуват повече картофи отколкото домати, картофите стават по-скъпи, а доматите по-евтини. Тези промени не са свързани с инфлация; те отразяват промяна във вкуса на потребителите. Инфлацията е свързана с цената на самата валута. Когато валутата е свързана със злато, ако ново златно находище е намерено, цената на златото и стойността на валутата ще се понижи и впоследствие цените на всички стоки ще се повишат.
Други икономически концепции свързани с инфлацията включват: дефлация – понижение в основните ценови нива; дисинфлация – понижение в инфлационния процент; хиперинфлация – инфлационна спирала извън контрол; стагинфлация – комбинация между инфлация, бавен икономически ръст и висока безработица; рефлация – опит за повишаване на основните нива на цените като противодействие на дефлационния натиск; и инфлация в цената на активите – основно повишение в цената на финансовите активи, без съответното повишение в цените на стоки и услуги.

## Инфлационни очаквания
Инфлационни очаквания или очаквана инфлация е нивото на инфлация, очаквано за определен период от време в близкото бъдеще. Има два основни метода при моделиране на формирането на инфлационни очаквания. Адаптивните очаквания ги моделира като средно от очакваното ниво, един период по-рано и реалните инфлационни нива получени. Рационалните очаквания ги моделират безпристрастно, като очакваните инфлационни нива не са систематично над или под действителните нива.
Инфлационните очаквания влияят на икономиката по няколко начина. Те са повече или по-малко констуирани върху номиналните лихвени проценти, така че, при повишение (или понижение) в очакваните инфлационни нива, обикновено предизвикват повишение (или понижение) на номиналните лихвени проценти, оказвайки по-малко влияние върху реалните лихвени проценти. Освен това очакванията за по-висока инфлация, обикновено са част от нивата на повишение на заплатите, оказвайки малко или нулево влияние върху промените в истинските заплати.

## Измервания
Тъй като са налични много методи за измерване на ценовите нива, има много възможни методи за измерване на ценовата инфлация. Най-често терминът „инфлация“ се отнася до повишение на широк ценови индекс, представляващ цялостните ценови нива за стоки и услуги в икономиката. Индексът на потребителските цени, е пример за широк ценови индекс. Въпреки това „инфлация“ може също така да бъде използвана за описание на повишаващи се ценови нива в по-тесен кръг от активи, стоки или услуги в икономиката, като комодити (включващи храни, гориво и метали), материални активи (като недвижима собственост), финансови активи (като акции, облигации), услуги (като здравеопазване) или труд.

## Ефекти

### Общи
Повишение в общото ниво на цените означава намаляване в покупателната способност на валутата. Това се случва, когато основните ценови нива се повишат и всяка отделна парична единица купува по-малко стоки и услуги. Ефектите на инфлацията не са равно разпределени в икономиката. Например с инфлацията, собствениците на физически активи, като движима собственост, акции и др., са облагодетелствани от повишаването на цената/стойността на техните активи, докато тези които искат да ги придобият трябва да платят повече за това. Тяхната способност да извършат това би зависило от това до каква степен са фиксирани доходите им. Повишенията при плащанията към работници и пенсионери често изостават от инфлационния процент. Също така граждани и институции с парични активи ще претърпят намаляване в покупателната способност на парите в брой. Повишението в нивата на цените (инфлация) намалява истинската стойност на парите (функционалната валута).
Длъжниците, които имат дългове с фиксиран номинален лихвен процент, ще срещнат намаляване на „истинския“ лихвен процент при повишаване на инфлацията. Истинската лихва върху кредитите е номиналният процент минус инфлационния процент. Формулата R = N-I определя верния отговор, докато и номиналният и инфлационният процент са ниски. Вярното уравнение е r=n/i, където r, n и i са изразени като съотношения (например 1.2 за +20%, 0.8 за -20%). Например, когато инфлационното ниво е 3%, кредит с номинален лихвен процент от 5% би имал реален лихвен процент от приблизително 2% (всъщност 1.94%). Всяко неочаквано повишение в инфлационния процент би намалило истинския лихвен процент. Банките и другите кредитори реагират на този инфлационен риск, като включват премия за инфлационен риск към кредити с фиксирани лихвени нива или давайки кредити с променлива лихва.

### Негативи
Високите или непредсказуеми инфлационни нива се смятат за вредни за цялостната икономика. Те правят пазара по неефективен и затрудняват компаниите при планирането на бюджети и дългосрочни стратегии. Инфлацията може да пречи и на продуктивността, тъй като компаниите са принудени да местят ресурси си от продуктите си и да се фокусират върху печалбите и загубите от паричната инфлация. Несигурността относно бъдещата покупателна способност на парите обезкуражават бъдещи инвестиции и спестявания. Инфлацията също така може да създаде скрити данъчни повишения. Например в страните с прогресивна данъчна система, по-високите приходи вследствие на инфлацията местят данъкоплатците в по-горни приходни групи, карайки ги да плащат по-голям процент от доходите си за данъци. Това преразпределение на покупателна способност се случва също така при международни търговски партньорства. На местата с фиксиран валутен курс, по-високите нива на инфлация в една икономика в сравнение с друга би причинила повишение в цените на изностните стоки на първата икономика и би повлияла на търговския баланс. Отрицателно въздействие върху търговията може да се получи и вследствие на повишена нестабилност в процентите при обмяна на валута причинена от непредвидима инфлация.

## Контролиране на инфлацията
Въпреки че и фискалната и паричната политика могат да повлияят на инфлацията, от 80-те години повечето страни разчитат основно на паричната политика, за да контролират инфлацията. Когато нивата на инфлация преминат допустимите граници, местната централна банка може да повиши лихвените нива, което обикновено води до намаляване или спиране на ръста на парична маса. Някои централни банки имат симетрични инфлационни цели, докато други контролират инфлацията само когато премине определена граница, независимо дали е публично известна, или не.
През XXI век повечето икономисти предпочитат ниски и плавни нива на инфлация. В повечето страни централни банки или други парични институции са натоварени със задачата да поддържат междубанковите кредитни проценти на ниско и стабилно ниво и поддържане на инфлационен процент от около 2% до 3%. Централните банки се стремят към ниски нива на инфлация, защото вярват, че голямата инфлация е икономически неизгодна, поради би създала несигурност за разликата при относителните цени и самите инфлационни нива. Ниските позитивни инфлационни нива са предпочитани пред нулевите или отрицателни такива, защото вторите биха могли да причинят или да усложнят възникнала рецесия.

## Монетаристки подход при изучаването на инфлацията
Най-общо според монетаристите инфлацията е покачване на количеството пари в обращение, което води до спад на тяхната покупателна способност.